# 472-es busz
A 472-es jelzésű autóbusz Gödöllő egyik helyi járata, az Autóbusz-állomás és a Királytelep között közlekedik. A vonalat a MÁV Személyszállítási Zrt. üzemelteti. 2017. október 15-étől a korábbi 4 és 4A viszonylatok helyett közlekedik.

## Megállóhelyei
| 0                                                     | Autóbusz-állomás végállomás             | |
| 2                                                     | Egyetem                                 | 402, 404, 405, 406, 407, 410, 412, 422, 426, 430, 432, 461, 463, 468, 469, 470, 471, 474 |
| 3                                                     | Tisza utca                              | 404, 426, 461, 463, 468, 469, 470, 471, 474 |
| 4                                                     | Damjanich János utca                    | 404, 405, 406, 407, 426, 461, 463, 468, 469, 470, 471, 474 |
| 5                                                     | Damjanich János általános iskola        | 470, 471, 474 |
| 6                                                     | Iskola utca                             | 470, 471, 473, 474, 476 |
| 7                                                     | Királytelep autóbusz-forduló végállomás | 470, 471, 473, 474, 476 |
| 8                                                     | Iskola utca                             | 470, 471, 473, 474, 476 |
| 9                                                     | Szarvas utca                            | 470, 471, 473, 474, 476 |
| 10                                                    | Dobó Katica utca                        | 470, 471, 473, 474, 476 |
| 11                                                    | Hegedűs Gyula utca                      | 470, 471, 473, 474, 476 |
| 12                                                    | Grassalkovich Antal utca 25.            | 470, 474, 476 |
| 13                                                    | Bethlen Gábor utca 24.                  | 474 |
| 14                                                    | Szőlő utca 47.                          | 473, 474, 475, 476 |
| 15                                                    | Szilhát utca 3.                         | 473, 474, 475, 476 |
| 16                                                    | Szökőkút                                | 317, 324, 402, 412, 422, 432, 442, 446, 447, 448, 450, 451, 452, 453, 454, 455, 464, 466, 470, 471, 473, 474, 475, 476, 477, 478, 479 1052, 1076                                                                                               |
| 18                                                    | Autóbusz-állomás végállomás             | 317, 324, 402, 404, 405, 406, 407, 410, 412, 422, 426, 430, 432, 440, 441, 442, 444, 446, 447, 448, 450, 451, 452, 454, 455, 461, 463, 464, 465, 466, 468, 469, 470, 471, 473, 474, 475, 476, 477, 478, 479 1040, 1049, 1052, 1076, 1077, 1078 |
| A szürke hátterű megállókat csak néhány járat érinti. |                                         | |
| 20                                                    | Palotakert                              | 440, 441, 442, 444, 470, 473 |
| 21                                                    | Vasútállomás végállomás                 | 440, 441, 442, 444, 446, 447, 448, 465, 466, 470 1076, 1077, 1078 S80 G80 InterRégió, expresszvonat |